# Carmen Rocío Cuello Pérez
Carmen Rocío Cuello Pérez (Sevilla, 22 de juliol de 1979) és una política espanyola, diputada per el PSOE a el Congrés durant la XI i XII legislatura.

## Biografia
Posseeix una diplomatura en Ciències Empresarials per la Universitat de Sevilla (2003) i un màster universitari en Societat, Administració i Política per la Universitat Pablo de Olavide (2012). En finalitzar els seus estudis en 2003 es va afiliar al PSOE. Va treballar com a responsable de compres del Grup RGD-Mape (2003-2006), com a empleada de banca en diverses entitats i com a cap de gabinet de la Conselleria d'Ocupació de la Junta d'Andalusia (2011-2012). Entre agost de 2012 i gener de 2015 va ser sotsdirectora de l'Institut Andalús de la Joventut i entre gener i novembre de 2015 va ser directora de l'Institut Andalús de la Dona. Al desembre de 2015 va ser triada diputada per Sevilla al Congrés, sent reelegida en 2016.